# Carcharhinus borneensis
A Carcharhinus borneensis a porcos halak (Chondrichthyes) osztályának kékcápaalakúak (Carcharhiniformes) rendjébe, ezen belül a kékcápafélék (Carcharhinidae) családjába tartozó faj.

## Előfordulása
A Carcharhinus borneensis előfordulási területe a Csendes-óceán nyugati felén, Borneó és Kína között van. Feltételezések szerint az indonéziai Jáva környékén, valamint a Fülöp-szigeteknél is jelen van. A kisméretű elterjedési területe miatt veszélyeztetett fajnak számít.

## Megjelenése
Ez a cápafaj legfeljebb 70 centiméter hosszú. A nőstény 61-65 centiméter, míg a hím 54,8-57,6 centiméter hosszú. Az orra hosszú és hegyes; teste karcsú. Szájának két oldalán, 5-12 pórus található. Szájában, példánytól függően 23-26/23-25 vagy 46-50 fog ül; a fogak fűrészes szélűek. 117-121 csigolyája van. Háti része palaszürke, hasi része fehéres; a két szín jól elhatárolódik a fejen és a testen. Az úszókon nincsenek fekete foltok. A mellúszók és a farokúszó alsó nyúlványa fehéren szegélyezettek.

## Életmódja
Trópusi szirticápa, mely a tengerpartok fenekét választja élőhelyül.

## Szaporodása
A szaporodásáról igen keveset tudunk. Elevenszülő; a peték kiürülő szikzacskója az emlősök méhlepényéhez hasonlóan a nőstény szöveteihez kapcsolódik. Párosodáskor a cápák egymáshoz simulnak. Egy alomban körülbelül 6 kölyökcápa lehet. A kis cápa születésekor 23,7-27,4 centiméter között lehet.

## Felhasználása
Habár ennek a cápának, csak kisméretű halászata folyik, az élőhelyén lakó halászok, a kis elterjedési terület miatt mégis veszélyt jelentenek számára. Sürgős védelmi intézkedésekre szorul e faj fennmaradása.